# Platypalpus oribiensis
Platypalpus oribiensis är en tvåvingeart som beskrevs av Smith 1969. Platypalpus oribiensis ingår i släktet Platypalpus och familjen puckeldansflugor. Inga underarter finns listade i Catalogue of Life.